# Torrecilla en Cameros
Torrecilla en Cameros – gmina w Hiszpanii, w prowincji La Rioja, w La Rioja, o powierzchni 30,47 km². W 2011 roku gmina liczyła 529 mieszkańców.